# Филозофија археологије
Филозофија археологије истражује основе, методе и последице археологије како би се разумела прошлост и садашњост човека.
Централна питања ове гране филозофије су: Шта је археологија? Које су теоријске основе археологије? Како археологија треба перципирати време? Зашто и звог кога се археологија практикује? Каква је природа и реалност артефаката и процеса археолошког истраживања? Аналитичка филозофија археологије истражује логику концепата као што су артефакт, локалитет, археолошки подаци и археолошка култура. Ово су само неки примери естетских, епистемолошких, етичких и теоријских проблема бављења археологијом.
Тренутно не постоји консензус између археолога о природи проблема филозофије археологије или око тога да ли треба да постоји филозофија археологије и да ли она уопште може постојати. Због овога дисциплина није много развијена, а неки археолози и не признају значај или чак постојање ове дисциплине.

## Историја
Корени археолошких истраживања се могу пратити уназад до жеље човечанства да објасни свет око себе. Ова рана космолошка објашњења sвемира су узела облик митологије. Са појавом сложених цивилизацијама, као што су Сумери, Вавилонци и Египћани, расло је и образовање свештеника и ова митолошка објашњења су постајала све комплекснија.
Филозофи су тврдили да је био почетак свих ствари и замишљали су га као хаос из ког је настао свет. Ова објашњења су основала идеју о постанку, што је у грчком означавала реч arché.

### Грчка филозофија
У почетку, у складу са својим пореклом, arché се сматрао божанским, као што је био у 8. веку пре нове ере у космолигији Хесиода. Али, у 7. веку пре нове ере Талес из Милета износи да arché није део божанске митологије, већ да је природан узрок света. Он је тврдио да је arché заправо вода. Грчких филозофи након њека су наставили да трагају за arché-ом у природи. Археологија је тако наследила терет да објасни порекло ствари и како се оне мењају, што је некад било дужност религије.
Тако се научни приступ археологије пратити на западу до древних грка који су тражили порекло у природи, а не у божанском. Овако је археологија настала од филозофије науке. Принцип arché-а је потом примењен на човечанство и доводи до првих идеја о еволуцији организама. Међутим, иако је филозофски схваћено да је човечанство некада морало бити примитивно и иако је покушано да се објасни порекло људског говора у еволутивним линијама, археологија је у антици остала само филозофска дисциплина.

### Нестајање и повратак
Развој филозофије археологије је прекинут доласком хришћанства и поновним коришћењем божанског објашњења порекла у Западној култури од 4. вака нове ере. Обнова појмова археологије је изазвана оживљавањем Лукрецијеве песме О природи ствати, у којој је наведено археолошко објашњење еволуције човека. Обнова класичног образовања током ренесансе је довела и до поновног прихваћања археологије као филозофије.

### Савремени развој
Догађаји у 19. веку попут настанка теорија униформизма и Дарвинове теорије природне селекције су поставили темеље савременог научног истраживања порекла човечанства.

## Епистемологија
Археолошка епистемологија се пита шта је археолошко сазнање, како се долази до њега и да ли се оно може добити уопште. Такође се преиспитује субјективност археолошког истраживања. На пример, постоји ли једна истинита објективна прошлост или више субјективних. Циљ ове филозофије је да се поставе стандарди којим ће бити преиспитано археолошко сазнање.
Како је Алисон Вили навела, "шта проналазите у археологији има све везе са оним шта тражите, са питањима која ви постављате и концептуалним ресурсима које доносите за одговарање на питања".

## Онтологија
Онтологија археологије изучава да ли археолошки ентитети постоје, може ли се рећи да постоје и који су њихови односи једни према другима. На пример, шта су артефакт, локалитет и култура и да ли постоје као одвојени ентитети? Ако се сложи да ентитети постоје, како их треба класификовати и забележити? Једна од грана археолошке онтологије је типологија, која покушава да класификује артефакте према неким његовим карактеристикама.
Постојање и природа времена је такође питање археолошке онтологије. На пример, какав ефекат периодизација има на археолошку теорију и праксу.

## Теорија
Филозофија археологије се такође односи на изградњи теорије ове дисциплине.
Археологија је теоретски фрагментирано поље без генералних применљивих теорија. Много различитих теоријских приступа су развијени у последњих 50 година и постоје паралеле у дисциплини. Ове теорије прекривају широк спектар, од емпиризма археологије као наука до релативистичког постмодернизма у схватању археологије као идеологије која не може да провери своје појмова.

## Етика
Археолошка етика истражује питања у вези са коришћењем археолошких локалитета и материјала. Ко санкционише, контролише и плаћа за коришћење се често оспорава. На пример, везано за права староседелакчих народа, посебно у колонијалним ситуацијама када археологија може да се користи за подршку таквог чина. Или оних чија су уверења неспојива са одређеним археолошким праксама, као што је уклањање тела из гробова.
Други примери укључују коришћење археологије у политичке сврхе, попут Аненербе у трећем Рајху.
Један од проблема је асоцијација археологије са колонијалном историјом, што доводи до питања власништва артефакта. Тако се данас многи артефакти из Грчке и Египта налазе у Лувру, Британски музеј и другим институцијама на Западу.